# إيلاهيفا
إيلاهيفا (بالإنجليزية: Ilaheva)‏ المرأة الفانية، سليلة دودة، اتخذها إينوماتوبوا Eitumatupua زوجة لوالد أهويتو Ahoeitu بطل التونغا.